# Storflotjärnen (Hammerdals socken, Jämtland)
Storflotjärnen är en sjö i Strömsunds kommun i Jämtland och ingår i Indalsälvens huvudavrinningsområde.